# 빈 미술 아카데미
빈 미술 아카데미(독일어: Akademie der bildenden Künste Wien)는 오스트리아 빈에 있는 미술 교육 기관으로, 합스부르크 군주국 시대 때에는 제국 종합 미술 아카데미(vereinigten Akademie der bildenden Künste)라고도 했다. 이곳은 화가 지망생 시절의 아돌프 히틀러가 불합격한 곳으로도 유명하다. 유럽 내에 명문 미술 학교 중 한 곳으로 유구한 전통과 역사를 자랑하는 곳이다.

## 조직
미술 아카데미는 다음과 같은 조직으로 나누어져 운영되고 있다.
- 순수 미술 학회: 회화 (3개 분야) · 조각 · 선 · 시각 예술
- 미술 이론 학회: 미술 이론, 미술사, 미술 철학
- 미술 복구 학회: 미술 복구
- 미술 기술 학회: 미술 관련 기술
- 교육 학회: 공예, 섬유 디자인
- 건축 학회: 건축

## 동문
- 에곤 실레
- 한스 홀레인
- 에르빈 부름

## 참조 문헌
1. ↑  “Hitler as Artist”. 《뉴요커》 (미국 영어). 2002년 8월 12일. 2023년 3월 11일에 확인함.